# Kalle Anka och Nalle Björn
Kalle Anka och Nalle Björn (även Kalle Anka på björnjakt) (engelska: Rugged Bear) är en amerikansk animerad kortfilm med Kalle Anka från 1953.

## Handling
När jaktsäsongen drar igång lyckas Björnen Humphrey gömma sig i en stuga som visar sig tillhöra jägaren Kalle Anka. I tron att inte bli upptäckt kastar han bort björnskinnet som finns i stugan och låtsas vara ett sådant genom att ligga still, något som inte visar sig vara någon bra idé.

## Om filmen
Filmen nominerades till en Oscar för bästa animerade kortfilm vid Oscarsgalan 1954, men förlorade till förmån för Tut, Pip, Plong och Bom, även den producerad av Disney.

## Rollista
- Clarence Nash – Kalle Anka
- James MacDonald – Björnen Humphrey[5]